# 中村邦夫
中村 邦夫（なかむら くにお、1939年〈昭和14年〉7月5日 - 2022年〈令和4年〉11月28日）は、日本の実業家。位階は従三位。松下電器産業（パナソニック）元社長。プラズマテレビ事業を推進したが失敗し、社長退任後、1兆円を超える巨額の赤字を2年連続で計上し、経営危機を招いた。

## 人物
大阪大学経済学部卒業。松下電器産業（現・パナソニック）を根底から180度改革した人物として有名で、幸之助存命時より松下の冠を外すよう進言し、幸之助は呆れて言葉が出なかった逸話を持つ。2008年（平成20年）10月に社名を「パナソニック株式会社」へ変更する礎を築き「旧来の幸之助神話を壊した男」の異名を取る。実際に幸之助の亡くなる直前に、アメリカ社長への栄転の体を取りつつ、飛ばされている。
2000年（平成12年）6月、中村社長体制スタート時、松下幸之助の孫・松下正幸副社長が副会長に就任し、事実上、松下家による世襲は崩壊したと言われる。2009（平成21）年度から義務付けられた役員報酬の開示制度では、同年度の役員報酬が1億2200万円、2012（平成24）年度の役員報酬が1億3300万円であった。
会長に退いた後は2007年から経団連副会長に就任（-2011年)し、財界活動や日中関係の構築に寄与し、中日友好協会から中日友好の使者の称号を授与された。
2022年11月28日8時20分、肺炎のため、大阪府守口市内の病院で死去。83歳没。死没日付をもって従三位に叙された。

## 経歴
- 1939年（昭和14年）7月5日 : 滋賀県に生まれる
- 1962年（昭和37年）3月 : 大阪大学経済学部を卒業
- 1962年（昭和37年）4月 : 松下電器産業株式会社へ入社
- 1985年（昭和60年）11月 : 同社家電営業本部首都圏家電総括部 東京商事営業所所長に就任
- 1989年（平成元年）4月 : アメリカ松下電器株式会社（現・パナソニック ノースアメリカ株式会社） パナソニック社 社長に就任
- 1992年（平成4年）6月 : イギリス松下電器株式会社（現・パナソニック イギリス株式会社） 社長に就任
- 1993年（平成5年）6月 : 松下電器産業株式会社取締役に就任、米州本部長（兼）アメリカ松下電器株式会社会長
- 1996年（平成8年）6月 : 松下電器産業株式会社常務取締役に就任
- 1997年（平成9年）6月 : 同社専務取締役、社内カンパニーのAVC社（現・コネクティッドソリューションズ社） 社長に就任
- 2000年（平成12年）6月 : 同社社長に就任
- 2006年（平成18年）6月 : 同社会長に就任
- 2008年（平成20年）10月1日 : パナソニック株式会社会長に就任
- 2011年（平成23年）4月1日 : 三洋電機株式会社を完全子会社化。その後パナソニックとの重複部門の売却及びリストラの敢行（白物家電部門は中国ハイアール社へ売却）
- 2012年（平成24年）6月27日 : 同社会長を退任し相談役。
- 2020年（令和2年）11月3日 : 旭日大綬章受章[8][9]。

## 中村改革
- 2000年（平成12年）6月 : 松下電器産業の社長に就任。中村は、「破壊と創造」をスローガンに、聖域無き松下電器の構造改革に取り組んだ。
- 2001年（平成13年）4月 : 国内家電営業体制の改革に続き、松下電器が創業以来初めて組織名に「マーケティング」の名を冠した「パナソニックマーケティング本部」と、「ナショナルマーケティング本部」を設置（現在は、「デジタルAVCマーケティング本部」、「アプライアンス・ウェルネスマーケティング本部」の2本部体制）。本部は大阪ではなく、情報の集積地たる東京（現在は2本部とも御成門に集約）に置く。また、同時期にかつてフィリップス（蘭）との合弁会社であった「松下電子工業株式会社（現・パナソニック（株）セミコンダクター社・ライティング社）」を吸収合併する。
- 2002年（平成14年） : 2003年（平成15年）に、「松下通信工業株式会社」「九州松下電器株式会社」「松下寿電子工業株式会社」「松下精工株式会社」と、非上場の「松下電送システム株式会社」の5社を株式交換により完全子会社化する。その後、松下通信工業は、パナソニック モバイルコミュニケーションズ株式会社の他、松下電器産業のパナソニックオートモーティブシステムズ社・パナソニックシステムソリューションズ社・ヘルスケア社（後にパナソニック四国エレクトロニクスに統合）などに分割。九州松下電器と松下電送システムはパナソニック コミュニケーションズ株式会社へ統合、松下寿電子工業は2005年（平成17年）4月に、パナソニック四国エレクトロニクスへ社名変更（2007年〈平成19年〉4月に松下電器産業ヘルスケア社を統合）。松下精工は松下エコシステムズ株式会社（現・パナソニック エコシステムズ）に社名変更し、重複事業の効率化を図った。
- 2002年（平成14年）9月 : 松下グループの総合情報受発信拠点としての役割を果たすべく、東京都江東区有明に「パナソニックセンター」を設立（後に「パナソニックセンター東京」へ改称）。
- 2003年（平成15年）4月1日 : 系列店制度を大改革。幸之助が築き上げた共存共栄を180度覆し、全てのパナソニックショップ（旧・ナショナルショップ）1万8千店を一律平等に支援せず、売り上げを増やす意欲のある店のみに絞って（厳選・抽出のうえ）販促支援する「スーパープロショップ（SPS、現・スーパーパナソニックショップ）」制度を立ち上げる[10]。
  - 同年5月、グローバルブランドを「Panasonic」に統一し、ブランドスローガンを「Panasonic ideas for life」とした第二の創業に踏み出す。この時点で「National（ナショナル）」は地域特定ブランドとして存続していた。
- 2004年（平成16年）4月 : 長い間、兄弟会社としてライバル関係にあった松下電工株式会社をTOBにより連結子会社化する。その後、松下電工は2008年（平成20年）10月にパナソニックとともにパナソニック電工に商号変更。2011年（平成23年）4月にパナソニックがTOBと株式交換により完全子会社化した後、2012年（平成24年）1月、パナソニックに吸収合併され解散した。
- 2006年（平成18年）8月 : 子供たちの理数離れに危機感を抱き、工業国ニッポンとしての産業の衰退を避けるため、子供たちに理数の楽しさをアピールするべく「パナソニックセンター東京」内に「リスーピア」を設立させる。
- パナソニック相談役の他、日本経団連副会長、道州制推進委員長、新日本様式協議会理事長などを務めた。
- 2000年（平成12年）6月の社長就任以来、代表取締役社長及び会長として構造改革に継続して取り組んだが、「聖域なき構造改革」を謳いながら、韓国サムスン電子などとの競争激化や地デジ化完了により需要が大きく落ち込むことが予想されたテレビ事業には「付加価値によって競争力は十分確保できる」などとして長期間手を付けず、兵庫県尼崎市に大規模なプラズマディスプレイ工場を新設するなど、過剰な設備投資を行った[11]。また商品開発や改良に必要な研究費までもが設備投資に回されたことにより技術者が大量に流出し、技術力の後退も招いた。2011年（平成23年）10月の2012年（平成24年）3月期第2四半期決算報告の席上でようやく尼崎プラズマディスプレイ工場の大幅縮小などテレビ事業の構造改革が発表されたが、既に通期赤字が予想されていたところに構造改革費用を積み増したことで損失が膨らみ、同期決算はパナソニック（松下電器）創業以来最大となる7,200億円の赤字となった。改革初年度にあたる2001年（平成13年）3月期の赤字額を大幅に上回るが、業績回復を次期経営陣に丸投げする形で相談役に退いた。社長、会長時代に、自らの意に沿わない役員を徹底排除した結果、周囲がイエスマンだらけになったことがこれほどの凋落を生み出した原因であるとも言われている[12]。
- パナソニックは2012年（平成24年）から2年連続で計1兆5,000億円近くの最終赤字を計上しており、一部からは「戦犯中の戦犯」「人間として劣化した経営者」との批判がされている[13]。

## 関連書籍
- 森一夫『中村邦夫「幸之助神話」を壊した男』日経BPマーケティング〈日経ビジネス人文庫〉、2006年10月1日。ISBN 978-4532193645。 NCID BA78637167。
- 中村邦夫 著、松下政経塾・、PHP研究所 編『これからのリーダーに知っておいてほしいこと』PHP研究所、2011年8月24日。ISBN 978-4569799001。 NCID BB06435608。